# Mérignac (Charente-Maritime)
Mérignac é uma comuna francesa na região administrativa da Nova Aquitânia, no departamento de Charente-Maritime. Estende-se por uma área de 4,41 km². Em 2010 a comuna tinha 224 habitantes (densidade: 50,8 hab./km²).